# André Martins
André Renato Soares Martins (ur. 21 stycznia 1990 w Santa Maria da Feira) – portugalski piłkarz grający na pozycji środkowego pomocnika. Były piłkarz Legii Warszawa. Dwukrotny reprezentant Portugalii.

## Kariera klubowa
Swoją karierę piłkarską Martins rozpoczął w klubie AD Argoncilhe. Następnie w 2000 roku podjął treningi w CD Feirense, a w 2002 roku trafił do szkółki piłkarskiej Sportingu CP z Lizbony. W 2009 roku został wypożyczony do klubu Real Sport Clube. W sezonie 2010/2011 również przebywał na wypożyczeniach, najpierw w CF Os Belenenses, a następnie w CD Pinhalnovense.
W 2011 roku Martins został członkiem pierwszego zespołu Sportingu. W Primeira Liga zadebiutował 10 grudnia 2011 w wygranym 1:0 domowym meczu z Nacionalem Funchal. W 2016 roku odszedł do greckiego Olympaikosu.
6 września 2018 roku podpisał roczną umowę z Legią Warszawa, z możliwością przedłużenia jej o kolejne 12 miesięcy.
9 listopada 2018 strzelił pierwszego gola w Ekstraklasie w przegranym meczu z Pogonią Szczecin 1:2.
W styczniu 2022 odszedł z Legii do Hapoelu Beer Shewa.

## Statystyki
Stan na 26 grudnia 2018
| Sezon   | Klub             | Kraj       | Rozgrywki          | Mecze | Bramki |
| ------- | ---------------- | ---------- | ------------------ | ----- | ------ |
| 2009/10 | Real Sport Clube | Portugalia | Segunda Divisão    | 30    | 1      |
| 2010/11 | CF Os Belenenses | Portugalia | Segunda Liga       | 2     | 0      |
| 2010/11 | CD Pinhalnovense | Portugalia | Segunda Divisão    | 10    | 0      |
| 2011/12 | Sporting CP      | Portugalia | Primeira Liga      | 11    | 0      |
| 2012/13 | Sporting CP      | Portugalia | Primeira Liga      | 15    | 0      |
| 2013/14 | Sporting CP      | Portugalia | Primeira Liga      | 27    | 3      |
| 2014/15 | Sporting CP      | Portugalia | Primeira Liga      | 18    | 0      |
| 2015/16 | Sporting CP      | Portugalia | Primeira Liga      | 1     | 0      |
| 2016/17 | Olympiakos SFP   | Grecja     | Superleague Ellada | 24    | 1      |
| 2017/18 | Olympiakos SFP   | Grecja     | Superleague Ellada | 9     | 0      |
| 2018/19 | Legia Warszawa   | Polska     | Ekstraklasa        | 26    | 2      |
| 2019/20 | Legia Warszawa   | Polska     | Ekstraklasa        | 32    | 0      |
| 2020/21 | Legia Warszawa   | Polska     | Ekstraklasa        | 22    | 0      |

## Kariera reprezentacyjna
W swojej karierze Martins grał w młodzieżowych reprezentacjach Portugalii. W seniorskiej reprezentacji Portugalii zadebiutował 10 marca 2013 roku w wygranym 1:0 towarzyskim meczu z Chorwacją, rozegranym w Lancy. W 83. minucie tego meczu zmienił João Moutinho. 
14 sierpnia 2013 roku zanotował swój drugi i ostatni mecz w reprezentacji, występując w zremisowanym towarzyskim spotkaniu z Holandią. W październiku 2013 po raz ostatni został powołany do reprezentacji.

## Sukcesy

### Sporting CP
- Taça de Portugal: 2014/2015

### Olympiakos
- Superleague Ellada: 2016/2017

### Legia Warszawa
- Ekstraklasa: 2019/2020, 2020/2021